# Otago Harbour
Otago Harbour est la rade de Dunedin, en Nouvelle-Zélande. 
Il est composé d'une longue étendue d'eau généralement très découpée séparant la péninsule d'Otago du continent. Ils se rejoignent à son extrémité sud-ouest, à 21 km de l'embouchure du port. 
Otago Harbour abrite les deux installations portuaires de Dunedin, à Port Chalmers (à mi-chemin du port) et au quai de Dunedin (à l'extrémité du port). Ce port naturel a une importance économique significative depuis environ 700 ans, en tant que port abrité et de pêche, puis port en eau profonde.

## Histoire
Les Maoris sont arrivés pour la première fois à Otago dans les années 1300, peu de temps après leur première installation en Nouvelle-Zélande. 
Le capitaine Cook n'est jamais entré dans le port d'Otago, mais a émis l'hypothèse qu'il existait lorsqu'il se trouvait au large de la côte du Pacifique en 1770. L'arrivée exacte des premiers Européens (probablement des chasseurs de phoques) dans le port reste incoonue, bien que la tradition orale maorie la situe avant 1810. Les documents écrits de cette époque se limitent à une poignée de journaux et de comptes rendus de journaux de marins qui ne sont restés que brièvement. George Bass fait de l'extrémité du port de Dunedin la limite nord-est de son projet de monopole de pêche en 1803. Le navire américain Favorite et son supercargo le Daniel Whitney ont peut-être fait escale à l'été 1805-1806. Daniel Cooper, le capitaine du chasseur de phoques londonien Unity a probablement fait escale au cours de l'été 1808-1809 et son officier en chef, Charles Hooper, a probablement donné son nom à Hooper's Inlet, dans la péninsule d'Otago. William Tucker (1784-1817) est déposé sur des îles au large de la côte de Dunedin en novembre 1809. Tucker et Daniel Wilson sont au port d'Otago le 3 mai 1810 lorsque Robert Mason jette l'ancre dans le port et les récupère. Il s'agit de la première référence explicite et identifiable d'un navire européen à Otago Harbour. Le dossier judiciaire le contenant, établi en 1810, fait référence au port sous le nom de « Port Daniel », un nom qui est resté en usage pendant quelques années.